# Album certificati in Corea del Sud

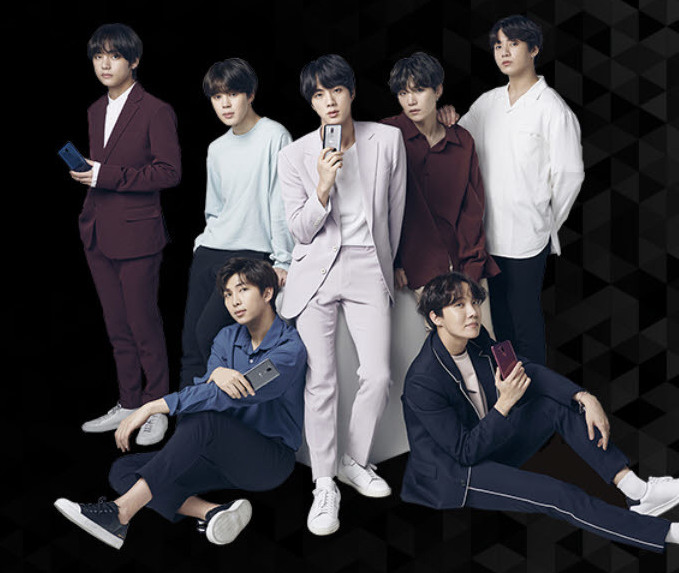
La boy band sudcoreana BTS ha ricevuto la certificazione Million sei volte per oltre diciassette milioni di copie vendute. Il loro album del 2020 Map of the Soul: 7 è uno dei dischi con la certificazione più alta in Corea (un quintuplo Million).

Questo elenco contiene gli album certificati in Corea del Sud.
I criteri sono stabiliti dalla Korea Music Content Association (KMCA). Fondata nel 2008 allo scopo di promuovere gli interessi professionali dei suoi membri e combattere la pirateria, la KMCA ha introdotto la classifica musicale coreana ufficiale – la Circle Chart – nel 2010. Le certificazioni sono state implementate nell'aprile 2018 e si applicano a tutte le uscite avvenute dopo il 1º gennaio 2018. Un album può essere certificato a partire dalla sesta settimana dopo la pubblicazione.
I primi dischi ad essere certificati sono stati Eyes on You dei Got7, NCT 2018 Empathy degli NCT e 0+1=1 (I Promise You) dei Wanna One il 10 maggio 2018. Al 7 agosto 2025, i dischi con la certificazione più alta sono Map of the Soul: 7 dei BTS, FML e Seventeenth Heaven dei Seventeen e 5-Star degli Stray Kids, con una quintupla certificazione Million per aver venduto oltre 5 milioni di copie ciascuno.

## Livelli delle certificazioni
| Soglie per certificazione | Soglie per certificazione | Soglie per certificazione | Soglie per certificazione | Soglie per certificazione |
| Platino                   | 2× Platino                | 3× Platino                | Million                   | 2× Million                |
| ------------------------- | ------------------------- | ------------------------- | ------------------------- | ------------------------- |
| 250 000                   | 500 000                   | 750 000                   | 1 000 000                 | 2 000 000                 |

## Per unità
Questa lista è suscettibile di variazioni e potrebbe essere incompleta o non aggiornata.

Legenda
- Singolo fisico certificato nella categoria Album

| Disco                                     | Artista                     | Certificazione | Vendite certificate | Data di pubblicazione | Data di certificazione |
| ----------------------------------------- | --------------------------- | -------------- | ------------------- | --------------------- | ---------------------- |
| Map of the Soul: 7                        | BTS                         | 5× Million     | 5 000 000           | 21 febbraio 2020      | 10 novembre 2022       |
| FML                                       | Seventeen                   | 5× Million     | 5 000 000           | 24 aprile 2023        | 6 luglio 2023          |
| 5-Star                                    | Stray Kids                  | 5× Million     | 5 000 000           | 2 giugno 2023         | 10 agosto 2023         |
| Seventeenth Heaven                        | Seventeen                   | 5× Million     | 5 000 000           | 23 ottobre 2023       | 12 settembre 2024      |
| Map of the Soul: Persona                  | BTS                         | 4× Million     | 4 000 000           | 12 aprile 2019        | 6 maggio 2021          |
| Rock-Star                                 | Stray Kids                  | 4× Million     | 4 000 000           | 10 novembre 2023      | 8 febbraio 2024        |
| Face the Sun                              | Seventeen                   | 4× Million     | 4 000 000           | 27 maggio 2022        | 8 agosto 2024          |
| Be                                        | BTS                         | 3× Million     | 3 000 000           | 20 novembre 2020      | 11 marzo 2021          |
| Love Yourself: Answer                     | BTS                         | 3× Million     | 3 000 000           | 24 agosto 2018        | 11 novembre 2021       |
| Butter                                    | BTS                         | 3× Million     | 3 000 000           | 9 luglio 2021         | 10 febbraio 2022       |
| Love Yourself: Tear                       | BTS                         | 3× Million     | 3 000 000           | 18 maggio 2018        | 7 luglio 2022          |
| Proof                                     | BTS                         | 3× Million     | 3 000 000           | 10 giugno 2022        | 11 agosto 2022         |
| Maxident                                  | Stray Kids                  | 3× Million     | 3 000 000           | 7 ottobre 2022        | 8 dicembre 2022        |
| ISTJ                                      | NCT Dream                   | 3× Million     | 3 000 000           | 17 luglio 2023        | 7 settembre 2023       |
| Rock-Star                                 | Stray Kids                  | 3× Million     | 3 000 000           | 10 novembre 2023      | 11 gennaio 2024        |
| 17 is Right Here                          | Seventeen                   | 3× Million     | 3 000 000           | 29 aprile 2024        | 11 luglio 2024         |
| Spill the Feels                           | Seventeen                   | 3× Million     | 3 000 000           | 14 ottobre 2024       | 12 dicembre 2024       |
| Attacca                                   | Seventeen                   | 3× Million     | 3 000 000           | 22 ottobre 2021       | 10 luglio 2025         |
| Hot Sauce                                 | NCT Dream                   | 2× Million     | 2 000 000           | 10 maggio 2021        | 8 luglio 2021          |
| Sticker                                   | NCT 127                     | 2× Million     | 2 000 000           | 17 settembre 2021     | 11 novembre 2021       |
| Glitch Mode                               | NCT Dream                   | 2× Million     | 2 000 000           | 28 marzo 2022         | 12 maggio 2022         |
| Born Pink                                 | Blackpink                   | 2× Million     | 2 000 000           | 16 settembre 2022     | 10 novembre 2022       |
| The Name Chapter: Temptation              | TXT                         | 2× Million     | 2 000 000           | 27 gennaio 2023       | 9 marzo 2023           |
| My World                                  | Aespa                       | 2× Million     | 2 000 000           | 8 maggio 2023         | 6 luglio 2023          |
| Youth in the Shade                        | Zerobaseone                 | 2× Million     | 2 000 000           | 10 luglio 2023        | 12 ottobre 2023        |
| The Name Chapter: Freefall                | TXT                         | 2× Million     | 2 000 000           | 13 ottobre 2023       | 7 dicembre 2023        |
| Golden                                    | Jung Kook                   | 2× Million     | 2 000 000           | 3 novembre 2023       | 11 gennaio 2024        |
| I've Mine                                 | Ive                         | 2× Million     | 2 000 000           | 13 ottobre 2023       | 11 aprile 2024         |
| Dream()scape                              | NCT Wish                    | 2× Million     | 2 000 000           | 25 marzo 2024         | 9 maggio 2024          |
| Oddinary                                  | Stray Kids                  | 2× Million     | 2 000 000           | 18 marzo 2022         | 6 giugno 2024          |
| Romance: Untold                           | Enhypen                     | 2× Million     | 2 000 000           | 12 luglio 2024        | 12 settembre 2024      |
| Ate                                       | Stray Kids                  | 2× Million     | 2 000 000           | 19 luglio 2024        | 12 settembre 2024      |
| Hop                                       | Stray Kids                  | 2× Million     | 2 000 000           | 13 dicembre 2024      | 6 febbraio 2025        |
| Minisode 2: Thursday's Child              | TXT                         | 2× Million     | 2 000 000           | 9 maggio 2022         | 10 aprile 2025         |
| Happy Burstday                            | Seventeen                   | 2× Million     | 2 000 000           | 26 maggio 2025        | 10 luglio 2025         |
| Desire: Unleash                           | Enhypen                     | 2× Million     | 2 000 000           | 5 giugno 2025         | 7 agosto 2025          |
| Don't Mess Up My Tempo                    | Exo                         | Million        | 1 000 000           | 2 novembre 2018       | 11 gennaio 2019        |
| Heng:garae                                | Seventeen                   | Million        | 1 000 000           | 22 giugno 2020        | 6 agosto 2020          |
| The Album                                 | Blackpink                   | Million        | 1 000 000           | 2 ottobre 2020        | 10 dicembre 2020       |
| NCT 2020 Resonance Pt. 1                  | NCT                         | Million        | 1 000 000           | 12 ottobre 2020       | 10 dicembre 2020       |
| Semicolon                                 | Seventeen                   | Million        | 1 000 000           | 19 ottobre 2020       | 10 dicembre 2020       |
| NCT 2020 Resonance Pt. 2                  | NCT                         | Million        | 1 000 000           | 23 novembre 2020      | 11 febbraio 2021       |
| An Ode                                    | Seventeen                   | Million        | 1 000 000           | 16 settembre 2019     | 10 giugno 2021         |
| Bambi                                     | Byun Baek-hyun              | Million        | 1 000 000           | 30 marzo 2021         | 10 giugno 2021         |
| Don't Fight the Feeling                   | Exo                         | Million        | 1 000 000           | 7 giugno 2021         | 12 agosto 2021         |
| Your Choice                               | Seventeen                   | Million        | 1 000 000           | 18 giugno 2021        | 12 agosto 2021         |
| Hello Future                              | NCT Dream                   | Million        | 1 000 000           | 28 giugno 2021        | 7 ottobre 2021         |
| Noeasy                                    | Stray Kids                  | Million        | 1 000 000           | 23 agosto 2021        | 7 ottobre 2021         |
| Dimension: Dilemma                        | Enhypen                     | Million        | 1 000 000           | 12 ottobre 2021       | 9 dicembre 2021        |
| Universe                                  | NCT                         | Million        | 1 000 000           | 14 dicembre 2021      | 10 febbraio 2022       |
| Im Hero                                   | Lim Young-woong             | Million        | 1 000 000           | 2 maggio 2022         | 7 luglio 2022          |
| Beatbox                                   | NCT Dream                   | Million        | 1 000 000           | 30 maggio 2022        | 11 agosto 2022         |
| Delight                                   | Byun Baek-hyun              | Million        | 1 000 000           | 25 maggio 2020        | 8 settembre 2022       |
| Manifesto: Day 1                          | Enhypen                     | Million        | 1 000 000           | 4 luglio 2022         | 8 settembre 2022       |
| Girls                                     | Aespa                       | Million        | 1 000 000           | 8 luglio 2022         | 8 settembre 2022       |
| Checkmate                                 | Itzy                        | Million        | 1 000 000           | 15 luglio 2022        | 8 settembre 2022       |
| Sector 17                                 | Seventeen                   | Million        | 1 000 000           | 18 luglio 2022        | 8 settembre 2022       |
| The World EP.1: Movement                  | Ateez                       | Million        | 1 000 000           | 29 luglio 2022        | 8 settembre 2022       |
| The Chaos Chapter: Fight or Escape        | TXT                         | Million        | 1 000 000           | 17 agosto 2021        | 6 ottobre 2022         |
| After Like                                | Ive                         | Million        | 1 000 000           | 22 agosto 2022        | 6 ottobre 2022         |
| Between 1&2                               | Twice                       | Million        | 1 000 000           | 26 agosto 2022        | 6 ottobre 2022         |
| The Chaos Chapter: Freeze                 | TXT                         | Million        | 1 000 000           | 31 maggio 2021        | 10 novembre 2022       |
| 2 Baddies                                 | NCT 127                     | Million        | 1 000 000           | 16 settembre 2022     | 10 novembre 2022       |
| The Astronaut                             | Jin                         | Million        | 1 000 000           | 28 ottobre 2022       | 8 dicembre 2022        |
| Cheshire                                  | Itzy                        | Million        | 1 000 000           | 30 novembre 2022      | 12 gennaio 2023        |
| Candy                                     | NCT Dream                   | Million        | 1 000 000           | 19 dicembre 2022      | 9 febbraio 2023        |
| Ay-Yo                                     | NCT 127                     | Million        | 1 000 000           | 30 gennaio 2023       | 6 aprile 2023          |
| OMG                                       | NewJeans                    | Million        | 1 000 000           | 2 gennaio 2023        | 11 maggio 2023         |
| Ready to Be                               | Twice                       | Million        | 1 000 000           | 10 marzo 2023         | 11 maggio 2023         |
| Face                                      | Jimin                       | Million        | 1 000 000           | 24 marzo 2023         | 11 maggio 2023         |
| Me                                        | Jisoo                       | Million        | 1 000 000           | 31 marzo 2023         | 11 maggio 2023         |
| I've Ive                                  | Ive                         | Million        | 1 000 000           | 10 aprile 2023        | 8 giugno 2023          |
| D-Day                                     | Agust D                     | Million        | 1 000 000           | 21 aprile 2023        | 8 giugno 2023          |
| Unforgiven                                | Le Sserafim                 | Million        | 1 000 000           | 2 maggio 2023         | 6 luglio 2023          |
| Dark Blood                                | Enhypen                     | Million        | 1 000 000           | 22 maggio 2023        | 6 luglio 2023          |
| The World Ep. 2: Outlaw                   | Ateez                       | Million        | 1 000 000           | 16 giugno 2023        | 10 agosto 2023         |
| New Jeans                                 | NewJeans                    | Million        | 1 000 000           | 8 agosto 2022         | 7 settembre 2023       |
| I Feel                                    | (G)I-dle                    | Million        | 1 000 000           | 15 maggio 2023        | 7 settembre 2023       |
| Exist                                     | Exo                         | Million        | 1 000 000           | 10 luglio 2023        | 7 settembre 2023       |
| Get Up                                    | NewJeans                    | Million        | 1 000 000           | 21 luglio 2023        | 7 settembre 2023       |
| Reboot                                    | Treasure                    | Million        | 1 000 000           | 28 luglio 2023        | 7 settembre 2023       |
| Minisode1: Blue Hour                      | TXT                         | Million        | 1 000 000           | 26 ottobre 2020       | 12 ottobre 2023        |
| Kill My Doubt                             | Itzy                        | Million        | 1 000 000           | 31 luglio 2023        | 12 ottobre 2023        |
| Golden Age                                | NCT                         | Million        | 1 000 000           | 28 agosto 2023        | 12 ottobre 2023        |
| Antifragile                               | Le Sserafim                 | Million        | 1 000 000           | 17 ottobre 2022       | 9 novembre 2023        |
| Get a Guitar                              | Riize                       | Million        | 1 000 000           | 4 settembre 2023      | 9 novembre 2023        |
| Layover                                   | V                           | Million        | 1 000 000           | 8 settembre 2023      | 9 novembre 2023        |
| Fact Check                                | NCT 127                     | Million        | 1 000 000           | 6 ottobre 2023        | 7 dicembre 2023        |
| Melting Point                             | Zerobaseone                 | Million        | 1 000 000           | 6 novembre 2023       | 11 gennaio 2024        |
| Drama                                     | Aespa                       | Million        | 1 000 000           | 10 novembre 2023      | 11 gennaio 2024        |
| Orange Blood                              | Enhypen                     | Million        | 1 000 000           | 17 novembre 2023      | 11 gennaio 2024        |
| The World Ep.Fin: Will                    | Ateez                       | Million        | 1 000 000           | 1 dicembre 2023       | 11 gennaio 2024        |
| Love Dive                                 | Ive                         | Million        | 1 000 000           | 5 aprile 2022         | 11 aprile 2024         |
| 2                                         | (G)-Idle                    | Million        | 1 000 000           | 29 gennaio 2024       | 11 aprile 2024         |
| Easy                                      | Le Sserafim                 | Million        | 1 000 000           | 19 febbraio 2024      | 11 aprile 2024         |
| With You-th                               | Twice                       | Million        | 1 000 000           | 23 febbraio 2024      | 11 aprile 2024         |
| Minisode 3: Tomorrow                      | TXT                         | Million        | 1 000 000           | 1 aprile 2024         | 6 giugno 2024          |
| Border: Carnival                          | Enhypen                     | Million        | 1 000 000           | 26 aprile 2021        | 11 luglio 2024         |
| Ive Switch                                | Ive                         | Million        | 1 000 000           | 29 aprile 2024        | 11 luglio 2024         |
| Armageddon                                | Aespa                       | Million        | 1 000 000           | 27 maggio 2024        | 11 luglio 2024         |
| Golden Hour: Part.1                       | Ateez                       | Million        | 1 000 000           | 31 maggio 2024        | 11 luglio 2024         |
| Riizing                                   | Riize                       | Million        | 1 000 000           | 17 giugno 2024        | 12 settembre 2024      |
| Supernatural                              | NewJeans                    | Million        | 1 000 000           | 21 giugno 2024        | 12 settembre 2024      |
| Cinema Paradise                           | Zerobaseone                 | Million        | 1 000 000           | 26 agosto 2024        | 10 ottobre 2024        |
| Hello, World                              | Baekhyun                    | Million        | 1 000 000           | 6 settembre 2024      | 7 novembre 2024        |
| Whiplash                                  | Aespa                       | Million        | 1 000 000           | 21 ottobre 2024       | 9 gennaio 2025         |
| The Star Chapter: Sanctuary               | TXT                         | Million        | 1 000 000           | 4 novembre 2024       | 9 gennaio 2025         |
| Romance: Untold - Daydream                | Enhypen                     | Million        | 1 000 000           | 11 novembre 2024      | 9 gennaio 2025         |
| Dreamscape                                | NCT Dream                   | Million        | 1 000 000           | 11 novembre 2024      | 9 gennaio 2025         |
| Golden Hour: Part.2                       | Ateez                       | Million        | 1 000 000           | 15 novembre 2024      | 9 gennaio 2025         |
| How Sweet                                 | NewJeans                    | Million        | 1 000 000           | 24 maggio 2024        | 10 aprile 2025         |
| Ive Empathy                               | Ive                         | Million        | 1 000 000           | 3 febbraio 2025       | 10 aprile 2025         |
| Blue Paradise                             | Zerobaseone                 | Million        | 1 000 000           | 24 febbraio 2025      | 10 aprile 2025         |
| Poppop                                    | NCT Wish                    | Million        | 1 000 000           | 14 aprile 2025        | 12 giugno 2025         |
| No Genre                                  | Boynextdoor                 | Million        | 1 000 000           | 13 maggio 2025        | 10 luglio 2025         |
| Odyssey                                   | Riize                       | Million        | 1 000 000           | 19 maggio 2025        | 10 luglio 2025         |
| Dirty Work                                | Aespa                       | Million        | 1 000 000           | 27 giugno 2025        | 7 agosto 2025          |
| 0+1=1 (I Promise You)                     | Wanna One                   | 3× Platino     | 750 000             | 19 marzo 2018         | 10 maggio 2018         |
| Obsession                                 | Exo                         | 3× Platino     | 750 000             | 27 novembre 2019      | 9 gennaio 2020         |
| Neo Zone                                  | NCT 127                     | 3× Platino     | 750 000             | 6 marzo 2020          | 7 maggio 2020          |
| Favorite                                  | NCT 127                     | 3× Platino     | 750 000             | 25 ottobre 2021       | 9 dicembre 2021        |
| Dimension: Answer                         | Enhypen                     | 3× Platino     | 750 000             | 10 gennaio 2022       | 7 aprile 2022          |
| The Second Step: Chapter One              | Treasure                    | 3× Platino     | 750 000             | 15 febbraio 2022      | 7 aprile 2022          |
| Formula of Love: O+T=<3                   | Twice                       | 3× Platino     | 750 000             | 12 novembre 2021      | 12 maggio 2022         |
| Christmas EveL                            | Stray Kids                  | 3× Platino     | 750 000             | 29 novembre 2021      | 12 maggio 2022         |
| Savage                                    | Aespa                       | 3× Platino     | 750 000             | 5 ottobre 2021        | 10 novembre 2022       |
| I Love                                    | (G)I-dle                    | 3× Platino     | 750 000             | 17 ottobre 2022       | 8 dicembre 2022        |
| The ReVe Festival 2022 - Birthday         | Red Velvet                  | 3× Platino     | 750 000             | 28 novembre 2022      | 12 gennaio 2023        |
| Zero: Fever Part. 3                       | Ateez                       | 3× Platino     | 750 000             | 13 settembre 2021     | 9 febbraio 2023        |
| Expérgo                                   | Nmixx                       | 3× Platino     | 750 000             | 20 marzo 2023         | 11 maggio 2023         |
| In Life                                   | Stray Kids                  | 3× Platino     | 750 000             | 14 settembre 2020     | 6 luglio 2023          |
| Lalisa                                    | Lisa                        | 3× Platino     | 750 000             | 10 settembre 2021     | 10 agosto 2023         |
| A Midsummer Nmixx's Dream                 | Nmixx                       | 3× Platino     | 750 000             | 11 luglio 2023        | 7 settembre 2023       |
| R                                         | Rosé                        | 3× Platino     | 750 000             | 12 marzo 2021         | 7 dicembre 2023        |
| Be There for Me                           | NCT 127                     | 3× Platino     | 750 000             | 27 dicembre 2023      | 8 febbraio 2024        |
| Go Live                                   | Stray Kids                  | 3× Platino     | 750 000             | 17 giugno 2020        | 11 aprile 2024         |
| Border: Day One                           | Enhypen                     | 3× Platino     | 750 000             | 30 novembre 2020      | 11 aprile 2024         |
| Fe3O4: Break                              | Nmixx                       | 3× Platino     | 750 000             | 15 gennaio 2024       | 6 giugno 2024          |
| A Life                                    | Kim Ho-joong                | 3× Platino     | 750 000             | 4 aprile 2024         | 6 giugno 2024          |
| Kill This Love                            | Blackpink                   | 3× Platino     | 750 000             | 23 aprile 2019        | 11 luglio 2024         |
| You Had Me at Hello                       | Zerobaseone                 | 3× Platino     | 750 000             | 13 maggio 2024        | 11 luglio 2024         |
| Walk                                      | NCT 127                     | 3× Platino     | 750 000             | 15 luglio 2024        | 12 settembre 2024      |
| Crazy                                     | Le Sserafim                 | 3× Platino     | 750 000             | 30 agosto 2024        | 10 ottobre 2024        |
| 19.99                                     | Boynextdoor                 | 3× Platino     | 750 000             | 9 settembre 2024      | 7 novembre 2024        |
| Happy                                     | Jin                         | 3× Platino     | 750 000             | 15 novembre 2024      | 9 gennaio 2025         |
| Strategy                                  | Twice                       | 3× Platino     | 750 000             | 6 dicembre 2024       | 6 febbraio 2025        |
| How?                                      | Boynextdoor                 | 3× Platino     | 750 000             | 15 aprile 2024        | 6 marzo 2025           |
| Caligo Pt.1                               | Plave                       | 3× Platino     | 750 000             | 3 febbraio 2025       | 10 aprile 2025         |
| Pleasure                                  | Treasure                    | 3× Platino     | 750 000             | 7 marzo 2025          | 8 maggio 2025          |
| We Are                                    | I-dle                       | 3× Platino     | 750 000             | 19 maggio 2025        | 10 luglio 2025         |
| Ruby                                      | Jennie                      | 3× Platino     | 750 000             | 7 marzo 2025          | 7 agosto 2025          |
| 1÷x=1 (Undivided)                         | Wanna One                   | 2× Platino     | 500 000             | 4 giugno 2018         | 9 agosto 2018          |
| 1¹¹=1 (Power of Destiny)                  | Wanna One                   | 2× Platino     | 500 000             | 19 novembre 2018      | 11 gennaio 2019        |
| Love Shot                                 | Exo                         | 2× Platino     | 500 000             | 13 dicembre 2018      | 7 febbraio 2019        |
| BTS World: Original Soundtrack            | BTS                         | 2× Platino     | 500 000             | 28 giugno 2019        | 8 agosto 2019          |
| City Lights                               | Byun Baek-hyun              | 2× Platino     | 500 000             | 10 luglio 2019        | 12 settembre 2019      |
| Color on Me                               | Kang Daniel                 | 2× Platino     | 500 000             | 25 luglio 2019        | 12 settembre 2019      |
| Emergency: Quantum Leap                   | X1                          | 2× Platino     | 500 000             | 27 agosto 2019        | 10 ottobre 2019        |
| Reload                                    | NCT Dream                   | 2× Platino     | 500 000             | 29 aprile 2020        | 11 giugno 2020         |
| Neo Zone The Final Round                  | NCT 127                     | 2× Platino     | 500 000             | 19 maggio 2020        | 6 agosto 2020          |
| More & More                               | Twice                       | 2× Platino     | 500 000             | 1º giugno 2020        | 6 agosto 2020          |
| Oneiric Diary                             | Iz*One                      | 2× Platino     | 500 000             | 15 giugno 2020        | 6 agosto 2020          |
| 1 Billion Views                           | Exo-SC                      | 2× Platino     | 500 000             | 13 luglio 2020        | 10 settembre 2020      |
| You Made My Dawn                          | Seventeen                   | 2× Platino     | 500 000             | 21 gennaio 2019       | 8 ottobre 2020         |
| We Are Family                             | Kim Ho-joong                | 2× Platino     | 500 000             | 5 settembre 2020      | 12 novembre 2020       |
| Super One                                 | SuperM                      | 2× Platino     | 500 000             | 25 settembre 2020     | 7 gennaio 2021         |
| NCT 2018 Empathy                          | NCT                         | 2× Platino     | 500 000             | 14 marzo 2018         | 11 marzo 2021          |
| Eyes Wide Open                            | Twice                       | 2× Platino     | 500 000             | 26 ottobre 2020       | 8 aprile 2021          |
| Zero: Fever Part.2                        | Ateez                       | 2× Platino     | 500 000             | 1 marzo 2021          | 8 luglio 2021          |
| Taste of Love                             | Twice                       | 2× Platino     | 500 000             | 11 giugno 2021        | 12 agosto 2021         |
| Thrill-ing                                | The Boyz                    | 2× Platino     | 500 000             | 9 agosto 2021         | 7 ottobre 2021         |
| Maverick                                  | The Boyz                    | 2× Platino     | 500 000             | 1 novembre 2021       | 6 gennaio 2022         |
| Crazy in Love                             | Itzy                        | 2× Platino     | 500 000             | 24 settembre 2021     | 10 febbraio 2022       |
| Feel Special                              | Twice                       | 2× Platino     | 500 000             | 23 settembre 2019     | 10 marzo 2022          |
| 2021 Winter SMTown: SMCU Express          | SMTown                      | 2× Platino     | 500 000             | 27 dicembre 2021      | 7 aprile 2022          |
| The ReVe Festival 2022 - Feel My Rhythm   | Red Velvet                  | 2× Platino     | 500 000             | 21 marzo 2022         | 12 maggio 2022         |
| We Boom                                   | NCT Dream                   | 2× Platino     | 500 000             | 26 luglio 2019        | 7 luglio 2022          |
| Got7                                      | Got7                        | 2× Platino     | 500 000             | 23 maggio 2022        | 7 luglio 2022          |
| Mmm                                       | Young Tak                   | 2× Platino     | 500 000             | 4 luglio 2022         | 8 settembre 2022       |
| Panorama                                  | Kim Ho-joong                | 2× Platino     | 500 000             | 27 luglio 2022        | 8 settembre 2022       |
| Fancy You                                 | Twice                       | 2× Platino     | 500 000             | 22 aprile 2019        | 10 novembre 2022       |
| The Dream Chapter: Eternity               | TXT                         | 2× Platino     | 500 000             | 18 maggio 2020        | 10 novembre 2022       |
| Im Nayeon                                 | Im Na-yeon                  | 2× Platino     | 500 000             | 24 giugno 2022        | 10 novembre 2022       |
| Entwurf                                   | Nmixx                       | 2× Platino     | 500 000             | 19 settembre 2022     | 10 novembre 2022       |
| Indigo                                    | RM                          | 2× Platino     | 500 000             | 2 dicembre 2022       | 12 gennaio 2023        |
| What Is Love?                             | Twice                       | 2× Platino     | 500 000             | 9 aprile 2018         | 9 marzo 2023           |
| Square Up                                 | Blackpink                   | 2× Platino     | 500 000             | 15 giugno 2018        | 9 marzo 2023           |
| The Dream Chapter: Magic                  | TXT                         | 2× Platino     | 500 000             | 21 ottobre 2019       | 6 aprile 2023          |
| Fearless                                  | Le Sserafim                 | 2× Platino     | 500 000             | 2 maggio 2022         | 6 aprile 2023          |
| The Second Step: Chapter Two              | Treasure                    | 2× Platino     | 500 000             | 5 ottobre 2022        | 6 aprile 2023          |
| Second Wind                               | BSS                         | 2× Platino     | 500 000             | 6 febbraio 2023       | 6 aprile 2023          |
| One                                       | Lee Chan-won                | 2× Platino     | 500 000             | 20 febbraio 2023      | 6 aprile 2023          |
| Ad Mare                                   | Nmixx                       | 2× Platino     | 500 000             | 22 febbraio 2022      | 8 giugno 2023          |
| Perfume                                   | NCT DoJaeJung               | 2× Platino     | 500 000             | 17 aprile 2023        | 8 giugno 2023          |
| FML (Weverse)                             | Seventeen                   | 2× Platino     | 500 000             | 24 aprile 2023        | 8 giugno 2023          |
| Summer Nights                             | Twice                       | 2× Platino     | 500 000             | 10 luglio 2018        | 6 luglio 2023          |
| Eleven                                    | Ive                         | 2× Platino     | 500 000             | 1 dicembre 2021       | 10 agosto 2023         |
| You Make My Day                           | Seventeen                   | 2× Platino     | 500 000             | 16 luglio 2018        | 7 settembre 2023       |
| ISTJ (Nemo)                               | NCT Dream                   | 2× Platino     | 500 000             | 17 luglio 2023        | 7 settembre 2023       |
| Form                                      | Young Tak                   | 2× Platino     | 500 000             | 1 agosto 2023         | 12 ottobre 2023        |
| Zone                                      | Jihyo                       | 2× Platino     | 500 000             | 18 agosto 2023        | 12 ottobre 2023        |
| Jack in the Box (Hope Edition)            | J-Hope                      | 2× Platino     | 500 000             | 18 agosto 2023        | 12 ottobre 2023        |
| Layover (Weverse)                         | V                           | 2× Platino     | 500 000             | 8 settembre 2023      | 9 novembre 2023        |
| Fall and Yearning                         | Hwang Yeong-woong           | 2× Platino     | 500 000             | 30 ottobre 2023       | 11 gennaio 2024        |
| Chill Kill                                | Red Velvet                  | 2× Platino     | 500 000             | 13 novembre 2023      | 11 gennaio 2024        |
| Golden (Weverse)                          | Jung Kook                   | 2× Platino     | 500 000             | 3 novembre 2023       | 8 febbraio 2024        |
| New Jeans (Weverse Album)                 | NewJeans                    | 2× Platino     | 500 000             | 8 agosto 2022         | 7 marzo 2024           |
| Born to Be                                | Itzy                        | 2× Platino     | 500 000             | 8 gennaio 2024        | 7 marzo 2024           |
| Why...                                    | Boynextdoor                 | 2× Platino     | 500 000             | 4 settembre 2023      | 11 aprile 2024         |
| 2 (poca)                                  | (G)-Idle                    | 2× Platino     | 500 000             | 29 gennaio 2024       | 11 aprile 2024         |
| Bright                                    | Lee Chan-won                | 2× Platino     | 500 000             | 22 aprile 2024        | 6 giugno 2024          |
| Yuq1                                      | Yuqi                        | 2× Platino     | 500 000             | 23 aprile 2024        | 6 giugno 2024          |
| Yes or Yes                                | Twice                       | 2× Platino     | 500 000             | 5 novembre 2018       | 6 giugno 2024          |
| Right Place, Wrong Person                 | RM                          | 2× Platino     | 500 000             | 24 maggio 2024        | 11 luglio 2024         |
| This Man                                  | Jeonghan X Wonwoo           | 2× Platino     | 500 000             | 17 giugno 2024        | 8 agosto 2024          |
| Summer Beat!                              | TWS                         | 2× Platino     | 500 000             | 24 giugno 2024        | 8 agosto 2024          |
| I Sway                                    | (G)I-dle                    | 2× Platino     | 500 000             | 8 luglio 2024         | 12 settembre 2024      |
| Romance: Untold (Weverse)                 | Enhypen                     | 2× Platino     | 500 000             | 12 luglio 2024        | 12 settembre 2024      |
| Muse                                      | Jimin                       | 2× Platino     | 500 000             | 19 luglio 2024        | 12 settembre 2024      |
| Seventeenth Heaven (Weverse)              | Seventeen                   | 2× Platino     | 500 000             | 23 ottobre 2023       | 10 ottobre 2024        |
| BabyMons7er (Nemo)                        | BabyMonster                 | 2× Platino     | 500 000             | 1 aprile 2024         | 10 ottobre 2024        |
| Fe3O4: Stick Out                          | Nmixx                       | 2× Platino     | 500 000             | 19 agosto 2024        | 10 ottobre 2024        |
| Asterum: 134-1                            | Plave                       | 2× Platino     | 500 000             | 27 febbraio 2024      | 7 novembre 2024        |
| SuperSuper                                | Young Tak                   | 2× Platino     | 500 000             | 3 settembre 2024      | 7 novembre 2024        |
| On Your Side                              | Hwang Young-woong           | 2× Platino     | 500 000             | 15 ottobre 2024       | 12 dicembre 2024       |
| Gold                                      | Itzy                        | 2× Platino     | 500 000             | 15 ottobre 2024       | 12 dicembre 2024       |
| Drip (Nemo)                               | BabyMonster                 | 2× Platino     | 500 000             | 1 novembre 2024       | 9 gennaio 2025         |
| Rosie                                     | Rosé                        | 2× Platino     | 500 000             | 6 dicembre 2024       | 6 febbraio 2025        |
| The Dream Chapter: Star                   | TXT                         | 2× Platino     | 500 000             | 4 marzo 2019          | 6 febbraio 2025        |
| Übermensch                                | G-Dragon                    | 2× Platino     | 500 000             | 25 febbraio 2025      | 10 aprile 2025         |
| Hot                                       | Le Sserafim                 | 2× Platino     | 500 000             | 14 marzo 2025         | 8 maggio 2025          |
| Unexpected                                | The Boyz                    | 2× Platino     | 500 000             | 17 marzo 2025         | 8 maggio 2025          |
| Fe3O4: Forward                            | Nmixx                       | 2× Platino     | 500 000             | 17 marzo 2025         | 8 maggio 2025          |
| Try with Us                               | TWS                         | 2× Platino     | 500 000             | 21 aprile 2025        | 12 giugno 2025         |
| Übermensch (Nemo)                         | G-Dragon                    | 2× Platino     | 500 000             | 25 febbraio 2025      | 10 luglio 2025         |
| Echo                                      | Jin                         | 2× Platino     | 500 000             | 16 maggio 2025        | 10 luglio 2025         |
| Essence of Reverie                        | Baekhyun                    | 2× Platino     | 500 000             | 19 maggio 2025        | 10 luglio 2025         |
| Golden Hour: Part.3 (POCA)                | Ateez                       | 2× Platino     | 500 000             | 13 giugno 2025        | 7 agosto 2025          |
| Eyes on You                               | Got7                        | Platino        | 250 000             | 12 marzo 2018         | 10 maggio 2018         |
| Blooming Days                             | Exo-CBX                     | Platino        | 250 000             | 10 aprile 2018        | 8 giugno 2018          |
| Who, You                                  | NU'EST W                    | Platino        | 250 000             | 25 giugno 2018        | 8 novembre 2018        |
| Present: You                              | Got7                        | Platino        | 250 000             | 17 settembre 2018     | 8 novembre 2018        |
| Regular-Irregular                         | NCT 127                     | Platino        | 250 000             | 12 ottobre 2018       | 6 dicembre 2018        |
| Take.2 We Are Here                        | Monsta X                    | Platino        | 250 000             | 18 febbraio 2019      | 11 luglio 2019         |
| Spinning Top                              | Got7                        | Platino        | 250 000             | 20 maggio 2019        | 11 luglio 2019         |
| We Are Superhuman                         | NCT 127                     | Platino        | 250 000             | 24 maggio 2019        | 11 luglio 2019         |
| What a Life                               | Exo-CBX                     | Platino        | 250 000             | 22 luglio 2019        | 12 settembre 2019      |
| Heart*Iz                                  | Iz*One                      | Platino        | 250 000             | 1 aprile 2019         | 10 ottobre 2019        |
| Happily Ever After                        | NU'EST                      | Platino        | 250 000             | 29 aprile 2019        | 12 dicembre 2019       |
| Time Slip                                 | Super Junior                | Platino        | 250 000             | 14 ottobre 2019       | 12 dicembre 2019       |
| Call My Name                              | Got7                        | Platino        | 250 000             | 4 novembre 2019       | 9 gennaio 2020         |
| Bloom*Iz                                  | Iz*One                      | Platino        | 250 000             | 17 febbraio 2020      | 9 aprile 2020          |
| Cyan                                      | Kang Daniel                 | Platino        | 250 000             | 24 marzo 2020         | 7 maggio 2020          |
| Self-Portrait                             | Suho                        | Platino        | 250 000             | 30 marzo 2020         | 11 giugno 2020         |
| Dye                                       | Got7                        | Platino        | 250 000             | 20 aprile 2020        | 11 giugno 2020         |
| Color*Iz                                  | Iz*One                      | Platino        | 250 000             | 29 ottobre 2018       | 9 luglio 2020          |
| Fantasia X                                | Monsta X                    | Platino        | 250 000             | 26 maggio 2020        | 9 luglio 2020          |
| How You Like That (Special Edition)       | Blackpink                   | Platino        | 250 000             | 17 luglio 2020        | 10 settembre 2020      |
| Zero: Fever Part. 1                       | Ateez                       | Platino        | 250 000             | 29 luglio 2020        | 10 settembre 2020      |
| Magenta                                   | Kang Daniel                 | Platino        | 250 000             | 3 agosto 2020         | 8 ottobre 2020         |
| Chase                                     | The Boyz                    | Platino        | 250 000             | 21 settembre 2020     | 12 novembre 2020       |
| Fatal Love                                | Monsta X                    | Platino        | 250 000             | 2 novembre 2020       | 7 gennaio 2021         |
| Poet Artist                               | Kim Jong-hyun               | Platino        | 250 000             | 23 gennaio 2018       | 11 febbraio 2021       |
| Breath of Love: Last Piece                | Got7                        | Platino        | 250 000             | 30 novembre 2020      | 11 febbraio 2021       |
| Kai                                       | Kai                         | Platino        | 250 000             | 30 novembre 2020      | 11 febbraio 2021       |
| One-reeler / Act IV                       | Iz*One                      | Platino        | 250 000             | 7 dicembre 2020       | 11 febbraio 2021       |
| The Classic Album I - My Favorite Arias   | Kim Ho-joong                | Platino        | 250 000             | 11 dicembre 2020      | 11 febbraio 2021       |
| The Classic Album II - My Favorite Songs  | Kim Ho-joong                | Platino        | 250 000             | 11 dicembre 2020      | 11 febbraio 2021       |
| We Go Up                                  | NCT Dream                   | Platino        | 250 000             | 3 settembre 2018      | 11 marzo 2021          |
| The First Step: Chapter One               | Treasure                    | Platino        | 250 000             | 7 agosto 2020         | 11 marzo 2021          |
| The First Step: Treasure Effect           | Treasure                    | Platino        | 250 000             | 11 gennaio 2021       | 11 marzo 2021          |
| Don't Call Me                             | Shinee                      | Platino        | 250 000             | 22 febbraio 2021      | 8 aprile 2021          |
| Clé: Levanter                             | Stray Kids                  | Platino        | 250 000             | 9 dicembre 2019       | 6 maggio 2021          |
| Kick Back                                 | WayV                        | Platino        | 250 000             | 10 marzo 2021         | 6 maggio 2021          |
| The Renaissance                           | Super Junior                | Platino        | 250 000             | 16 marzo 2021         | 6 maggio 2021          |
| Lilac                                     | IU                          | Platino        | 250 000             | 25 marzo 2021         | 6 maggio 2021          |
| NCT 2020 Resonance Pt. 2 (kit)            | NCT                         | Platino        | 250 000             | 23 novembre 2020      | 10 giugno 2021         |
| All Yours                                 | Astro                       | Platino        | 250 000             | 5 aprile 2021         | 10 giugno 2021         |
| Yellow                                    | Kang Daniel                 | Platino        | 250 000             | 13 aprile 2021        | 10 giugno 2021         |
| Guess Who                                 | Itzy                        | Platino        | 250 000             | 30 aprile 2021        | 10 giugno 2021         |
| Clé 1: Miroh                              | Stray Kids                  | Platino        | 250 000             | 25 marzo 2019         | 12 agosto 2021         |
| Love Poem                                 | IU                          | Platino        | 250 000             | 18 novembre 2019      | 12 agosto 2021         |
| The First Step: Chapter Two               | Treasure                    | Platino        | 250 000             | 18 settembre 2020     | 12 agosto 2021         |
| One of a Kind                             | Monsta X                    | Platino        | 250 000             | 1 giugno 2021         | 12 agosto 2021         |
| Director's Cut                            | Seventeen                   | Platino        | 250 000             | 5 febbraio 2018       | 9 settembre 2021       |
| Take.1 Are You There?                     | Monsta X                    | Platino        | 250 000             | 22 ottobre 2018       | 9 settembre 2021       |
| Hello Future (kit)                        | NCT Dream                   | Platino        | 250 000             | 10 maggio 2021        | 9 settembre 2021       |
| Empathy                                   | D.O.                        | Platino        | 250 000             | 26 luglio 2021        | 9 settembre 2021       |
| Switch On                                 | Astro                       | Platino        | 250 000             | 2 agosto 2021         | 7 ottobre 2021         |
| Queendom                                  | Red Velvet                  | Platino        | 250 000             | 16 agosto 2021        | 7 ottobre 2021         |
| Follow: Find You                          | Monsta X                    | Platino        | 250 000             | 28 ottobre 2019       | 11 novembre 2021       |
| No Limit                                  | Monsta X                    | Platino        | 250 000             | 19 novembre 2021      | 6 gennaio 2022         |
| The First Step: Chapter Three             | Treasure                    | Platino        | 250 000             | 6 novembre 2020       | 10 febbraio 2022       |
| Peaches                                   | Kai                         | Platino        | 250 000             | 30 novembre 2021      | 10 febbraio 2022       |
| Zero: Fever Epilogue                      | Ateez                       | Platino        | 250 000             | 10 dicembre 2021      | 10 febbraio 2022       |
| Not Shy                                   | Itzy                        | Platino        | 250 000             | 17 agosto 2020        | 10 marzo 2022          |
| First Impact                              | Kep1er                      | Platino        | 250 000             | 3 gennaio 2022        | 10 marzo 2022          |
| I Am You                                  | Stray Kids                  | Platino        | 250 000             | 22 ottobre 2018       | 12 maggio 2022         |
| The ReVe Festival: Finale                 | Red Velvet                  | Platino        | 250 000             | 23 dicembre 2019      | 9 giugno 2022          |
| Monster                                   | Red Velvet - Irene & Seulgi | Platino        | 250 000             | 6 luglio 2020         | 9 giugno 2022          |
| Shape of Love                             | Monsta X                    | Platino        | 250 000             | 26 aprile 2022        | 9 giugno 2022          |
| Clé 2: Yellow Wood                        | Stray Kids                  | Platino        | 250 000             | 19 giugno 2019        | 7 luglio 2022          |
| Drive to the Starry Road                  | Astro                       | Platino        | 250 000             | 16 maggio 2022        | 7 luglio 2022          |
| I Am Who                                  | Stray Kids                  | Platino        | 250 000             | 6 agosto 2018         | 11 agosto 2022         |
| Young-Luv.com                             | STAYC                       | Platino        | 250 000             | 21 febbraio 2022      | 11 agosto 2022         |
| Doublast                                  | Kep1er                      | Platino        | 250 000             | 20 giugno 2022        | 11 agosto 2022         |
| I Am Not                                  | Stray Kids                  | Platino        | 250 000             | 26 marzo 2018         | 8 settembre 2022       |
| NCT Resonance Pt. 1 (Kit)                 | NCT                         | Platino        | 250 000             | 28 ottobre 2020       | 8 settembre 2022       |
| I Never Die                               | (G)I-dle                    | Platino        | 250 000             | 14 marzo 2022         | 8 settembre 2022       |
| We Need Love                              | STAYC                       | Platino        | 250 000             | 19 luglio 2022        | 8 settembre 2022       |
| Jack in the Box                           | J-Hope                      | Platino        | 250 000             | 29 luglio 2022        | 8 settembre 2022       |
| Forever 1                                 | Girls' Generation           | Platino        | 250 000             | 8 agosto 2022         | 6 ottobre 2022         |
| Be Aware                                  | The Boyz                    | Platino        | 250 000             | 16 agosto 2022        | 6 ottobre 2022         |
| Regulate                                  | NCT 127                     | Platino        | 250 000             | 27 novembre 2018      | 10 novembre 2022       |
| The ReVe Festival: Day 1                  | Red Velvet                  | Platino        | 250 000             | 19 giugno 2019        | 10 novembre 2022       |
| Troubleshooter                            | Kep1er                      | Platino        | 250 000             | 13 ottobre 2022       | 8 dicembre 2022        |
| Candy (SMC)                               | NCT Dream                   | Platino        | 250 000             | 19 dicembre 2022      | 9 febbraio 2023        |
| 2022 Winter SMTown: SMCU Palace           | SMTown                      | Platino        | 250 000             | 26 dicembre 2022      | 9 febbraio 2023        |
| Spin Off: From the Witness                | Ateez                       | Platino        | 250 000             | 30 dicembre 2022      | 9 febbraio 2023        |
| The Year of "Yes"                         | Twice                       | Platino        | 250 000             | 13 dicembre 2018      | 9 marzo 2023           |
| I Burn                                    | (G)I-dle                    | Platino        | 250 000             | 11 gennaio 2021       | 9 marzo 2023           |
| Face the Sun (Weverse)                    | Seventeen                   | Platino        | 250 000             | 3 giugno 2022         | 9 marzo 2023           |
| OMG (Weverse)                             | NewJeans                    | Platino        | 250 000             | 2 gennaio 2023        | 9 marzo 2023           |
| Reason                                    | Monsta X                    | Platino        | 250 000             | 9 gennaio 2023        | 9 marzo 2023           |
| The Name Chapter: Temptation (Weverse)    | TXT                         | Platino        | 250 000             | 27 gennaio 2023       | 9 marzo 2023           |
| Sector 17 (Weverse)                       | Seventeen                   | Platino        | 250 000             | 25 luglio 2022        | 6 aprile 2023          |
| Teddy Bear                                | STAYC                       | Platino        | 250 000             | 14 febbraio 2023      | 6 aprile 2023          |
| Be Awake                                  | The Boyz                    | Platino        | 250 000             | 20 febbraio 2023      | 6 aprile 2023          |
| Master: Piece                             | Cravity                     | Platino        | 250 000             | 6 marzo 2023          | 11 maggio 2023         |
| Face (Weverse)                            | Jimin                       | Platino        | 250 000             | 24 marzo 2023         | 11 maggio 2023         |
| I Feel (POCA)                             | (G)I-dle                    | Platino        | 250 000             | 16 maggio 2023        | 10 agosto 2023         |
| Shalala                                   | Taeyong                     | Platino        | 250 000             | 5 giugno 2023         | 10 agosto 2023         |
| The World Ep. 2: Outlaw (minirecord)      | Ateez                       | Platino        | 250 000             | 16 giugno 2023        | 10 agosto 2023         |
| Hard                                      | Shinee                      | Platino        | 250 000             | 26 giugno 2023        | 10 agosto 2023         |
| Harmony: All In                           | P1Harmony                   | Platino        | 250 000             | 8 giugno 2023         | 7 settembre 2023       |
| Exist (SMC)                               | Exo                         | Platino        | 250 000             | 14 luglio 2023        | 7 settembre 2023       |
| ISTJ (SMC)                                | NCT Dream                   | Platino        | 250 000             | 21 luglio 2023        | 7 settembre 2023       |
| Get Up (Weverse)                          | NewJeans                    | Platino        | 250 000             | 21 luglio 2023        | 7 settembre 2023       |
| Phantasy Pt.1 Christmas In August         | The Boyz                    | Platino        | 250 000             | 7 agosto 2023         | 12 ottobre 2023        |
| Teenfresh                                 | STAYC                       | Platino        | 250 000             | 16 agosto 2023        | 12 ottobre 2023        |
| Asterum: The Shape of Things to Come      | Plave                       | Platino        | 250 000             | 24 agosto 2023        | 12 ottobre 2023        |
| Sun Seeker                                | Cravity                     | Platino        | 250 000             | 11 settembre 2023     | 9 novembre 2023        |
| Target: Me                                | Evnee                       | Platino        | 250 000             | 19 settembre 2023     | 9 novembre 2023        |
| Seventeenth Heaven (Weverse)              | Seventeen                   | Platino        | 250 000             | 23 ottobre 2023       | 7 dicembre 2023        |
| On My Youth                               | WayV                        | Platino        | 250 000             | 8 novembre 2023       | 11 gennaio 2024        |
| Orange Blood (Weverse)                    | Enhypen                     | Platino        | 250 000             | 17 novembre 2023      | 11 gennaio 2024        |
| Phantasy Pt. 2 Sixth Sense                | The Boyz                    | Platino        | 250 000             | 20 novembre 2023      | 11 gennaio 2024        |
| The World Ep.Fin: Will (minirecord)       | Ateez                       | Platino        | 250 000             | 1 dicembre 2023       | 11 gennaio 2024        |
| House of Tricky: How to Play              | Xikers                      | Platino        | 250 000             | 2 agosto 2023         | 7 marzo 2024           |
| Guilty                                    | Taemin                      | Platino        | 250 000             | 30 ottobre 2023       | 7 marzo 2024           |
| Sparkling Blue                            | TWS                         | Platino        | 250 000             | 22 gennaio 2024       | 7 marzo 2024           |
| The Winning                               | IU                          | Platino        | 250 000             | 20 febbraio 2024      | 11 aprile 2024         |
| TAP                                       | Taeyong                     | Platino        | 250 000             | 26 febbraio 2024      | 11 aprile 2024         |
| Evershine                                 | Cravity                     | Platino        | 250 000             | 26 febbraio 2024      | 11 aprile 2024         |
| Wish                                      | NCT Wish                    | Platino        | 250 000             | 4 marzo 2024          | 9 maggio 2024          |
| Phantasy Pt.3 Love Letter                 | The Boyz                    | Platino        | 250 000             | 8 marzo 2024          | 9 maggio 2024          |
| Super Real Me                             | Illit                       | Platino        | 250 000             | 25 marzo 2024         | 9 maggio 2024          |
| Hope on the Street Vol. 1                 | J-Hope                      | Platino        | 250 000             | 29 marzo 2024         | 9 maggio 2024          |
| Who!                                      | Boynextdoor                 | Platino        | 250 000             | 30 maggio 2023        | 6 giugno 2024          |
| BabyMons7er (Nemo)                        | BabyMonster                 | Platino        | 250 000             | 1 aprile 2024         | 6 giugno 2024          |
| Youth                                     | Doyoung                     | Platino        | 250 000             | 22 aprile 2024        | 6 giugno 2024          |
| Solo                                      | Jennie                      | Platino        | 250 000             | 15 novembre 2018      | 11 luglio 2024         |
| Seventeenth Heaven (kit)                  | Seventeen                   | Platino        | 250 000             | 23 ottobre 2023       | 11 luglio 2024         |
| Asterum: 134-1 (Poca)                     | Plave                       | Platino        | 250 000             | 27 febbraio 2024      | 11 luglio 2024         |
| 17 is Right Here (Weverse)                | Seventeen                   | Platino        | 250 000             | 29 aprile 2024        | 11 luglio 2024         |
| You Had Me at Hello (Poca)                | Zerobaseone                 | Platino        | 250 000             | 13 maggio 2024        | 11 luglio 2024         |
| Memorabilia                               | Enhypen                     | Platino        | 250 000             | 24 maggio 2024        | 11 luglio 2024         |
| Give Me That                              | WayV                        | Platino        | 250 000             | 3 giugno 2024         | 8 agosto 2024          |
| Na                                        | Nayeon                      | Platino        | 250 000             | 14 giugno 2024        | 8 agosto 2024          |
| This Man (Weverse)                        | Jeonghan X Wonwoo           | Platino        | 250 000             | 17 giugno 2024        | 8 agosto 2024          |
| Songbird                                  | NCT Wish                    | Platino        | 250 000             | 1 luglio 2024         | 12 settembre 2024      |
| Mixtape                                   | Stray Kids                  | Platino        | 250 000             | 8 gennaio 2018        | 10 ottobre 2024        |
| BabyMons7er                               | BabyMonster                 | Platino        | 250 000             | 1 aprile 2024         | 10 ottobre 2024        |
| How Sweet (Weverse)                       | NewJeans                    | Platino        | 250 000             | 24 maggio 2024        | 10 ottobre 2024        |
| J                                         | Jaehyun                     | Platino        | 250 000             | 26 agosto 2024        | 10 ottobre 2024        |
| Black Out                                 | Chanyeol                    | Platino        | 250 000             | 28 agosto 2024        | 10 ottobre 2024        |
| AbouTzu                                   | Tzuyu                       | Platino        | 250 000             | 6 settembre 2024      | 7 novembre 2024        |
| Riizing: Epilogue                         | Riize                       | Platino        | 250 000             | 19 settembre 2024     | 7 novembre 2024        |
| Sad Song                                  | P1Harmony                   | Platino        | 250 000             | 20 settembre 2024     | 7 novembre 2024        |
| Steady                                    | NCT Wish                    | Platino        | 250 000             | 24 settembre 2024     | 7 novembre 2024        |
| Steady (Nemo)                             | NCT Wish                    | Platino        | 250 000             | 24 settembre 2024     | 7 novembre 2024        |
| Spill the Feels (Weverse)                 | Seventeen                   | Platino        | 250 000             | 14 ottobre 2024       | 12 dicembre 2024       |
| Spill the Feels (KiT)                     | Seventeen                   | Platino        | 250 000             | 14 ottobre 2024       | 12 dicembre 2024       |
| I'll Like You                             | Illit                       | Platino        | 250 000             | 21 ottobre 2024       | 12 dicembre 2024       |
| Performante (Cosmo)                       | TripleS Visionary Vision    | Platino        | 250 000             | 23 ottobre 2024       | 12 dicembre 2024       |
| Trigger                                   | The Boyz                    | Platino        | 250 000             | 28 ottobre 2024       | 12 dicembre 2024       |
| Drip                                      | BabyMonster                 | Platino        | 250 000             | 1 novembre 2024       | 12 dicembre 2024       |
| Golden Hour: Part.2 (Poca)                | Ateez                       | Platino        | 250 000             | 15 novembre 2024      | 7 gennaio 2025         |
| Frequency                                 | WayV                        | Platino        | 250 000             | 25 novembre 2024      | 7 gennaio 2025         |
| Last Bell                                 | TWS                         | Platino        | 250 000             | 25 novembre 2024      | 7 gennaio 2025         |
| Like a Flower                             | Irene                       | Platino        | 250 000             | 26 novembre 2024      | 7 gennaio 2025         |
| Trickster                                 | Oneus                       | Platino        | 250 000             | 17 maggio 2022        | 6 febbraio 2025        |
| Find the Orbit                            | Cravity                     | Platino        | 250 000             | 5 dicembre 2024       | 6 febbraio 2025        |
| Teleparty                                 | BSS                         | Platino        | 250 000             | 8 gennaio 2025        | 6 marzo 2025           |
| Flip it, Kick it!                         | KickFlip                    | Platino        | 250 000             | 20 gennaio 2025       | 6 marzo 2025           |
| The Name Chapter: Freefall (Weverse)      | TXT                         | Platino        | 250 000             | 13 ottobre 2023       | 10 aprile 2025         |
| Caligo Pt. 1 (POCA)                       | Plave                       | Platino        | 250 000             | 3 febbraio 2025       | 10 aprile 2025         |
| Amortage                                  | Jisoo                       | Platino        | 250 000             | 14 febbraio 2025      | 10 aprile 2025         |
| The Chase                                 | Hearts2Hearts               | Platino        | 250 000             | 24 febbraio 2025      | 10 aprile 2025         |
| Ocean                                     | Park Ji-hyun                | Platino        | 250 000             | 13 gennaio 2025       | 8 maggio 2025          |
| Air                                       | Itzy                        | Platino        | 250 000             | 10 marzo 2025         | 8 maggio 2025          |
| Beam                                      | Hoshi x Woozi               | Platino        | 250 000             | 10 marzo 2025         | 8 maggio 2025          |
| The Firstfruit                            | Mark                        | Platino        | 250 000             | 7 aprile 2025         | 12 giugno 2025         |
| Duh!                                      | P1Harmony                   | Platino        | 250 000             | 8 maggio 2025         | 10 luglio 2025         |
| Assemble25 (Cosmo)                        | TripleS                     | Platino        | 250 000             | 12 maggio 2025        | 10 luglio 2025         |
| Odyssey (SMC)                             | Riize                       | Platino        | 250 000             | 19 maggio 2025        | 10 luglio 2025         |
| Kick Out, Flip Now!                       | KickFlip                    | Platino        | 250 000             | 26 maggio 2025        | 10 luglio 2025         |
| Desire: Unleash (Weverse)                 | Enhypen                     | Platino        | 250 000             | 5 giugno 2025         | 7 agosto 2025          |
| Soar                                      | Doyoung                     | Platino        | 250 000             | 9 giugno 2025         | 7 agosto 2025          |
| Girls Will Be Girls                       | Itzy                        | Platino        | 250 000             | 9 giugno 2025         | 7 agosto 2025          |
| Bomb                                      | Illit                       | Platino        | 250 000             | 16 giugno 2025        | 7 agosto 2025          |
| Dare to Crave                             | Cravity                     | Platino        | 250 000             | 23 giugno 2025        | 7 agosto 2025          |
| 2025 BTS Festa: Capsule Album Vol.1 (SMC) | BTS                         | Platino        | 250 000             | 27 giugno 2025        | 7 agosto 2025          |

## Annotazioni
1. ↑  Vengono assegnate anche certificazioni superiori, come 3× Million.
2. ↑  Viene mostrata solo la data della certificazione più recente.